# Grupă fugace

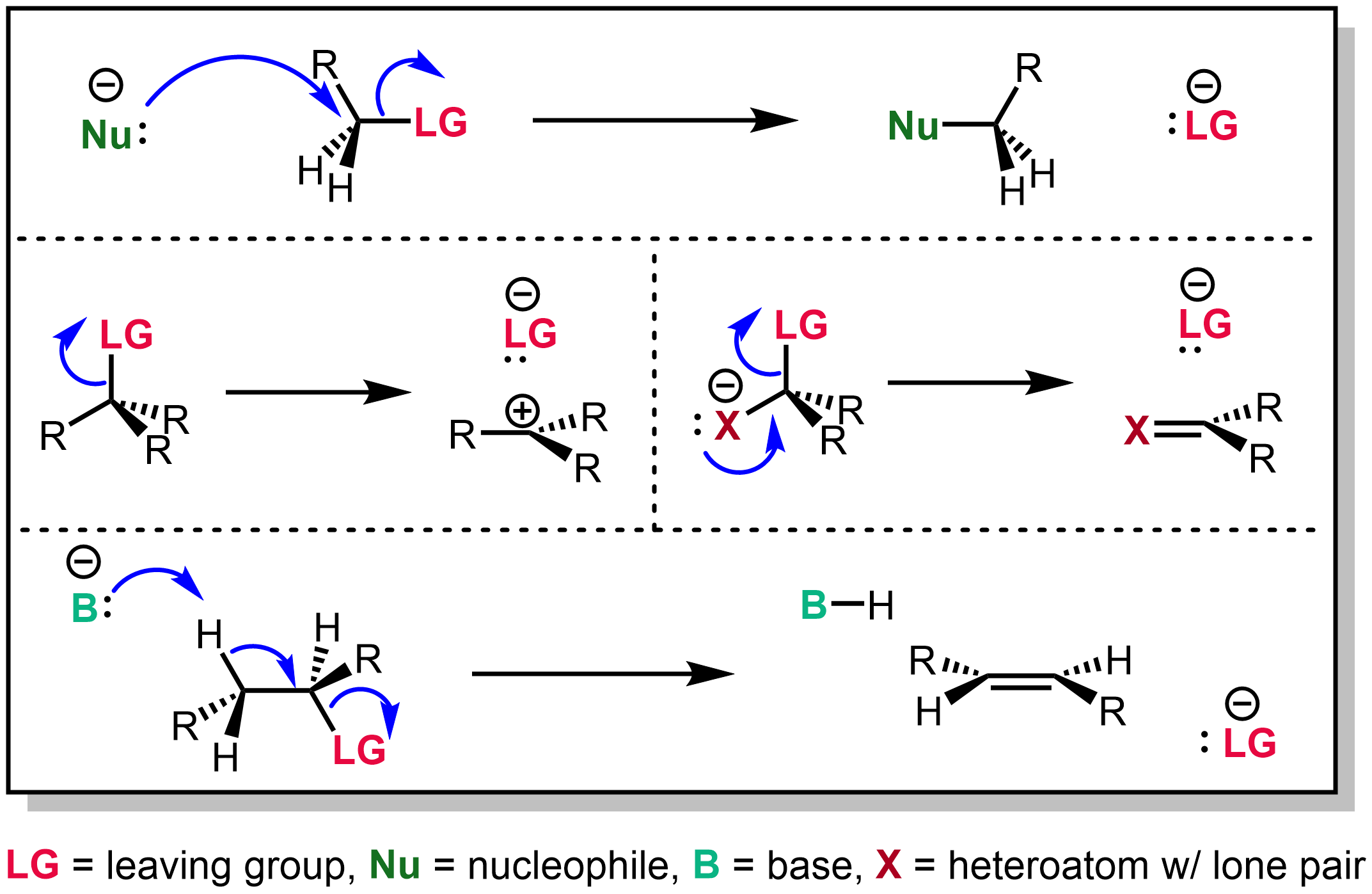
Mecanisme de reacție care implică existența grupelor fugace

În chimia organică, o grupă fugace reprezintă un atom sau un grup de atomi care se desprinde din catena principală sau reziduală a unui substrat în timpul unei reacții sau al unei etape elementare a unei reacții. Cu toate acestea, în uzul comun, termenul este adesea limitat la un fragment care pleacă cu o pereche de electroni în scindarea legăturilor heterolitice. În acest context, grupele fugace sunt sinonime cu termenul de nucleofug, fiind general anioni sau specii neutre, părăsind substraturi neutre sau cationice.
Termenul prezintă importanță în special în reacțiile organice de tipul substituție nucleofilă și de eliminare.